# Ваграм
Ва́грам (нем. Wagram) — длинная гряда невысоких, до 40 м, холмов и возвышенностей в Нижней Австрии, по обе стороны долины Дуная.
Ваграм простирается от Кремса на восток и обозначает границу Тульнерфельда. Южная часть, тянущаяся примерно до Трайсмауэра, значительно менее выражена. Северный Ваграм достигает сорокаметровой высоты и представляет собой хорошо заметную террасу из лёссовых пород. Он вытянут гораздо дальше на восток, достигает Дойч-Ваграма и Гензерндорфа, где имеет уже меньшую высоту, но все еще хорошо различим.
Местечки Кирхберг-ам-Ваграм, Кёнигсбрун-ам-Ваграм, Штеттельдорф-ам-Ваграм, Фельс-ам-Ваграм расположены прямо на этом уступе или рядом с ним.
Холмы Ваграм дали название винодельческому региону Ваграм (ранее — Донауланд). Этот регион включает в себя, помимо собственно Ваграма, маленькие деревушки местности Тульнерфельд к югу от Дуная, а также исторический винный город Клостернойбург рядом с Веной.